# سید حسن اجاق
سید حسن اجاق  از سیاستمداران ایرانی بود، که در دوره پنجم به عنوان نماینده کرمانشاه در مجلس شورای ملی حضور داشت.